# Derek Boyer
Derek Boyer, pseudonim The Island Warrior (ur. 14 czerwca 1969 w Lautoka) – australijski trójboista siłowy, zawodnik Machado brazylijskiego jiu-jitsu i strongman, fidżyjskiego pochodzenia.
Najlepszy australijski strongman w historii tego sportu. Dwunastokrotny Mistrz Australii Strongman w latach 2000 - 2011.

## Życiorys
Derek Boyer pierwszy raz wystartował w zawodach siłowych w 1992 r. Zadebiutował w zawodach siłaczy w 1996 r.
Wziął udział łącznie siedem razy w indywidualnych Mistrzostwach Świata Strongman, w latach 1996, 1997, 1998, 2000, 2001, 2002 i 2007. Sześciokrotnie, w latach 1996, 1998, 2000, 2001, 2002 i 2007, nie zakwalifikował się do finałów.
Z końcem sezonu 2010 zakończył karierę siłacza.
Pracuje w ochronie. Mieszka w mieście Albury.
Wymiary:
- wzrost 191 cm
- waga 137 - 140 kg
- biceps 53 cm
- udo 76 cm
- klatka piersiowa 137 cm

Rekordy życiowe (tylko z pasem):
- przysiad 310 kg
- wyciskanie 200 kg
- martwy ciąg 340 kg

## Osiągnięcia strongman
- 1997
  - 9. miejsce – Mistrzostwa Świata Strongman 1997, USA
- 2000
  - 1. miejsce – Mistrzostwa Autralii Strongman
- 2001
  - 1. miejsce – Mistrzostwa Autralii Strongman
  - 4. miejsce – Drużynowe Mistrzostwa Świata Par Strongman 2001
- 2002
  - 1. miejsce – Mistrzostwa Autralii Strongman
- 2003
  - 1. miejsce – Mistrzostwa Autralii Strongman
- 2004
  - 1. miejsce – Mistrzostwa Autralii Strongman
- 2005
  - 1. miejsce – Mistrzostwa Autralii Strongman
  - 4. miejsce – Mistrzostwa United Strongman Series 2005
- 2006
  - 1. miejsce – Mistrzostwa Autralii Strongman
- 2007
  - 10. miejsce – Super Seria 2007: Venice Beach
  - 3. miejsce – Puchar Świata Siłaczy 2007: Moskwa
  - 1. miejsce – Mistrzostwa Autralii Strongman
- 2008
  - 1. miejsce – Mistrzostwa Autralii Strongman
- 2009
  - 1. miejsce – Mistrzostwa Autralii Strongman
  - 14. miejsce – Fortissimus 2009, Kanada
- 2010
  - 1. miejsce – Mistrzostwa Autralii Strongman

## W filmie
- 2006 DOA: Dead or Alive jako Bayman